# José C. Paz (Buenos Aires)
Pour les articles homonymes, voir José C. Paz.
José C. Paz est une localité argentine située dans le partido homonyme, dans la province de Buenos Aires.

## Histoire
En 1869, Juan Buzzini et ses fils fondent un établissement d'élevage et d'agriculture. En 1870, sur les terres de l'ancien partido de General Sarmiento, une nouvelle localité située au nord-ouest sur les rives du ruisseau Pinazo a commencé à émerger. 1891, Juan Buzzini vend ses terres à José Vicente Altube, originaire d'Oñate, Guipúzcoa. En juillet 1912, un grand ami de José Vicente Altube, José Clemente Paz, meurt à Monte-Carlo (Monaco). Il fut le fondateur du journal La Prensa.
Le 5 mai 1913, le ministre des Travaux publics, à la demande de José Vicente Altube, donne le nom de José C. Paz à la gare. Le 13 juillet, avec une importante présence populaire, la cérémonie officielle a lieu. Des années plus tard, au milieu des célébrations organisées sur la place José Altube (aujourd'hui nommée d'après Manuel Belgrano), José Vicente Altube, dans un acte de grandeur, enlève la plaque qui portait son propre nom et en place une avec le nom de José C. Paz.
En 1994, par la loi provinciale no 11551, le partido de José C. Paz a été créé avec une extension territoriale de 53 km2.
En 2021, José C. Paz elle est déclarée « Ville apprenante » par l'UNESCO.